# دیوید گرگوری هاوکینز
دیوید گرگوری هاوکینز (انگلیسی: David Hawkins؛ زادهٔ ۲۸ اکتبر ۱۹۸۲) بازیکن بسکتبال اهل ایالات متحده آمریکا است.
از باشگاه‌هایی که در آن بازی کرده‌است می‌توان به المپیا میلان و ویرتوس رم اشاره کرد.